# Rabih Mroué
Rabih Mroué (àrab: ربيع مروة, Rabīʿ Mrwa) va néixer el 1967 a Beirut (Líban), ciutat on viu i treballa. Format en teatre a la Universitat Libanesa de Beirut, va començar a produir les seves pròpies obres el 1990 com a director i actor. D'aleshores ençà, ha escrit i dirigit performances i vídeos que qüestionen el lloc de l'espectador, el significat social de l'actor, l'espai del públic i la forma de la representació.
En companyia de Lina Saneh, des del 2002 les seves performances s'han pogut veure en el circuit internacional de l'art i en festivals de teatre contemporani, on han rebut nombrosos premis. Amb un llenguatge minimalista i una gran inventiva formal, Rabih Mroué presenta els conflictes que han afectat l'Orient Mitjà i el Líban en les últimes dècades, i que li permeten abordar temes universals com la memòria i la construcció de la identitat. Mroué parteix d'una base documental amb material d'arxiu (diaris, fotografies, vídeos, etc.) i es mou entre la realitat i la ficció. És cofundador del Beirut Art Center (BAC) i des del 1995, col·labora amb la cadena libanesa Future TV com a guionista i director de curts d'animació i documentals. A Catalunya es pot veure obra seva al MACBA.

## Obres destacades
- Face A / Face B. Mèdia, 2002[2]